# 강성서원
강성서원(江城書院)은 대한민국 전라남도 장흥군 유치면 조양리에 있는 서원이다. 1984년 2월 29일 전라남도의 문화재자료 제70호로 지정되었다.

## 개요
삼우당 문익점(1329∼1398)과 풍암 문위세(1534∼1600)를 기리기 위해 세운 서원이다.
문익점은 고려시대의 문신으로 원나라에서 목화씨를 들여와 우리나라 의생활을 크게 변화시켰다.
문위세는 문익점의 9대손으로 임진왜란 때 의병을 일으켜 공을 세웠고 정유재란 때 많은 왜적을 물리쳤다.
원래 문위세를 추모하기 위해 인조 22년(1644)에 월천사를 지었는데, 영조 10년(1734)에 문익점의 위패를 모시면서 그를 중심으로 하고 문위세를 추가로 모시게 되었다. 정조 9년(1785) 임금으로부터 ‘강성’이라는 현판을 받아 사액서원이 되었다. 그 후 흥선대원군의 서원철폐령으로 폐쇄되었다가 1905년에 강당을 중수하고, 1929년에 사당인 숭덕사를 다시 세웠다.
감성서원에는 숭덕사를 비롯해 배우는 공간인 강당, 내삼문, 외삼문이 있다. 숭덕사는 앞면 3칸·옆면 1칸의 규모이며, 지붕은 옆면에서 볼 때 사람 인(人)자 모양인 맞배지붕이다. 강당은 앞면 5칸·옆면 2칸이며, 지붕은 옆면에서 볼 때 여덟 팔(八)자 모양인 팔작지붕으로 꾸몄다.
숭덕사 안쪽 중앙에 문익점의 위패가 있고 왼쪽에는 문위세의 위패를 봉안하고 있으며, 해마다 9월 9일에 제사를 지낸다.

## 참고 문헌
- 강성서원 - 국가유산청 국가유산포털
- 강성서원 - 서원연합회